# George Thibaut
George Frederick William Thibaut (20 marzo 1848 – 1914) è stato un indologo tedesco noto per i suoi contributi alla comprensione dell'antica matematica e astronomia indiana.
Nacque in Germania, lavorò brevemente in Inghilterra, e nel 1875 fu nominato professore al "Government Sanskrit College", di Varanasi nel nord dell'India. Dal 1888 al 1895 fu professore al Muir Central College ad Allahabad.

Il 6 novembre 2014, nella sua rubrica "100 anni fa" The Statesman  ristampò il seguente necrologio sull'appena defunto dottor Thibaut:
È stato segnalato il decesso presso l'ospedale di Heidelberg, in Germania, del dottor George Thibaut, CIE, Ph.D., D.Sc. , che recentemente si era ritirato dall'Education Service, mentre svolgeva l'incarico di Cancelliere dell'Università di Calcutta. Il dottor Thibaut, che prese parte alla guerra franco-tedesca del 1870 come sottufficiale, iniziò l'insegnamento al Muir Central College, di Allahabad, qualcosa come 22 anni fa, come professore di filosofia. Divenne Preside del College, e quindi Cancelliere dell'Università di Allahabad, per poi venire trasferito a Calcutta. Oltre ad essere un noto studioso di filosofia orientale e occidentale, il defunto dottor Thibaut era un eminente studioso di sanscrito.
Fu nominato CIE nelle Onorificenze del 1906.

## Opere
Tra il 1875 e il 1878 Thibaut pubblicò un saggio molto accurato sugli Śulba sūtra, insieme a una traduzione del Baudhāyana Śulba sūtra; in seguito tradusse il Pañca Siddhāntikā in collaborazione con Pandit Sudhakar Dwivedi (quest'ultimo aggiunse un commentario in sanscrito). Tradusse inoltre e curò l'edizione critica dei seguenti volumi dei Libri sacri dell'Oriente di Max Müller:
- vol. 34, I Vedanta-Sutra, vol. 1 di 3, con il commento di Sankaracharya, parte 1 di 2. Adhyâya I–II (Pâda I–II). (1890)
- vol. 38, I Vedanta-Sutra, vol. 2 di 3, con il commento di Sankaracharya, parte 1 di 2. Adhyâya II (Pâda III–IV)–IV. (1896)

Questa fu una delle prime traduzioni dei Brahma Sutra, insieme ai lavori di Paul Deussen .
- vol. 48, I Vedanta-Sutra, vol. 3 di 3, con il commentario di Râmânuja . (1904)

Thibaut donò una serie di manoscritti sanscriti al Dipartimento di Collezioni Orientali, presso la Biblioteca Bodleiana dell'Università di Oxford, dove si trovano tuttora.